# 하강진
하강진(河康鎭, 1989년 1월 30일 ~ )은 대한민국의 전 축구 선수이며, 과거 포지션은 골키퍼였다.

## 클럽 경력

### 수원 삼성 블루윙즈
2010년 K리그 신인 드래프트를 통해 수원 삼성 블루윙즈에 입단했다. 입단 초기에는 이운재라는 벽에 밀려 출전 기회를 잡지 못하고 벤치를 자주 지켰으나 2010년 7월 31일, 휴식을 취한 이운재를 대신해 상무와의 경기에서 데뷔전을 치렀고, 무실점으로 경기를 마쳤다. 이후 그는 윤성효 감독의 신임을 얻어 이운재를 밀어내고 시즌 말까지 수원 삼성 블루윙즈의 주전 골키퍼로 활약하였으며 팀의 FA컵 우승에 일조하였다.

### 성남 일화 천마
2011년 2월 1일 성남 일화 천마가 하강진의 영입을 공식 발표했다. 성남에서 53경기에 출전하였고, 2011년 FA컵, 2012 홍콩 아시아챌린지컵 우승에 일조하였다. 하지만, 시즌 중 기량 저하로 인하여 백업 골키퍼였던 정산에게 주전 자리를 내주었다.
또한 11월 17일 대구 FC와의 경기 종료 후 관중석의 성남 서포터즈에게 욕설을 내뱉어서 논란이 일었다.

### 경남 FC
2013년 2월 3일 경남 FC의 조르단과의 트레이드로 경남 FC에 입단하였다. 그러나 시즌 후 경남에서 방출되었다.

### 부천 FC
2014년 7월 4일 K리그 챌린지 부천 FC 1995에 자유계약으로 입단하였다. 그러나 시즌 종료 후 계약해지로 자유계약 신분이 되었고, 실업축구팀인 강릉시청으로 이적하였다.

### 경남 FC
2016년 경남 FC로 복귀하였다.

### 김해시청 축구단
2017 시즌을 앞두고 김해시청 축구단으로 이적하여 다시 한번 윤성효 감독과 한솥밥 먹게 되었으며, 1년 간 팀의 주전 골키퍼로 뛰었다.
그 후, 2017 시즌 종료 후 조용히 은퇴했다. 2018년 9월 골키퍼 레슨을 받을 사람을 구한다며 올린 글을 보면 생활 축구에서 필드플레이어를 보고 있다.

## 기록

### 클럽
2011년 2월 1일 기준
| 클럽               | 시즌 | 리그 | 리그 | 국내 컵 | 국내 컵 | 리그 컵 | 리그 컵 | 대륙 대회 | 대륙 대회 | 통산 | 통산 |
| 클럽               | 시즌 | 출장 | 실점 | 출장    | 실점    | 출장    | 실점    | 출장      | 실점      | 출장 | 실점 |
| ------------------ | ---- | ---- | ---- | ------- | ------- | ------- | ------- | --------- | --------- | ---- | ---- |
| 수원 삼성 블루윙즈 | 2010 | 14   | 18   | 3       | 0       | 0       | 0       | 1         | 0         | 18   | 18   |
| 성남 일화 천마     | 2011 | 27   | 41   | 0       | 0       | 3       | 2       | -         | -         | 30   | 43   |
| 통산               | 통산 | 41   | 59   | 3       | 0       | 3       | 2       | 1         | 0         | 48   | 61   |

## 수상 경력

### 클럽

#### 수원 삼성 블루윙즈
- FA컵: 2010

#### 성남 일화 천마
- FA컵: 2011
- 홍콩 아시아 챌린지 컵 : 2012년